# جامعة خاركيف الوطنية باسم فاسيلي كارازين
جامعة خاركيف الوطنية بأسم فاسيلي كارازين (بالأوكرانية:Харківський національний університет імені В. Н. Каразіна) في مدينة خاركوف، أوكرانيا «عاصمة التعليم» كما أطلق عليها في حقبة الاتحاد السوفييتي، كما اشتهرت قبل ذلك في حقبة الإمبراطورية الروسية. تضم هذه الجامعة معظم التخصصات لكل المستويات بما فيها الطب والهندسة تقع الجامعة في وسط خاركوف على ثاني أكبر ساحه في العالم وبنيت على مساحه كبيرة جدا ببناء يعتبر الأفخم في الاتحاد السوفيتي السابق.
تأسست في العام 1804 بجهود من فاسيلي كارازان (1773-1842) أحد أعلام التنوير في روسيا وأوكرانيا (سميت الجامعة باسمه لاحقا)، لتصبح ثاني أقدم جامعة في أوكرانيا بعد جامعة لفيف التي تأسست العام 1661.

## وصلات خارجية
- Kharkiv University في إنسايكلوبيديا أوف يوكران.
- Kharkiv University Website